# Fliseryds kyrka
Fliseryds kyrka är en kyrkobyggnad som tillhör Fliseryds församling i Växjö stift. Kyrkan ligger i samhället Fliseryd i Mönsterås kommun.

## Kyrkobyggnaden
Tidigare kyrka på platsen var en medeltida träkyrka som brann ned 1811.
Nuvarande träkyrka uppfördes 1816 - 1818 efter ritningar av Per Wilhelm Palmroth. Kyrkan är byggd i korsform och består av långhus med kor och sakristia i söder. Vid norra sidan finns ett kyrktorn uppfört i tegel 1880 ritat av arkitekt S.Malm. Tornet är försett med galleriinspirerade ljudöppningar och en hög  nygotisk  spira krönt av ett kors. 1907 försågs spiran med  tornur.
Det välbevarade nyklassicistiska interiören präglas av de båda sidoläktarna i korsarmarna och det platta trätaket.
2006 upptäcktes fuktskador i både golv och takkonstruktionerna .En process för att reparera dessa skador startades. I februari 2010 gjordes en ny mögelanalys med negativt resultat. Det ledde till att kyrkan stängdes från och med den 12 april 2010.  Efter att  Länsstyrelsens gett  tillstånd på föreslagna åtgärder  påbörjades renoveringsarbetet i oktober 2012. På  en betongplattan lades ett bjälklag av trä och golvvärme i form av varmluft samt ett ytskikt av furu.
Länsstyrelsen beslutade 2013 att ge tillstånd till ombyggnad av altarring, borttagande av bänkar i korsarmarna, längst fram i kyrkan och längst bak, pentry i läktarunderbyggnad, nya armaturer, ommålning av interiör och fast inredning m m. Kyrkan återöppnades 1 december 2013.

## Inventarier[1]
- Fristående altare 2013.
- Altartavlan har motivet "Kristus på korset" och är en kopia av Peter Paul Rubens "Lansstinget".
- Altaruppställningen som omramar altartavlan tillkom 1837 och består att två pelare krönt av ett överstycke med strålsol.
- Dopfunt, rikt förgylld.
- Predikstolen som är rundformad med ljudtak  är utförd av snickaren Lindström.
- Bänkinredningen är från kyrkans byggnadstid men moderniserade 1959.

## Orglar

### Läktarorgel
- 1820-1821 byggdes en läktarorgel av Johan Petter Åberg, Vassmolösa. Åtta av stämmorna såldes senare till Långlöts kyrka.
- 1862 ersattes Åbergs orgel med en ny byggd av Per Larsson Åkerman, Stockholm med tio stämmor.
- 1959 byggdes orgelverket om av Werner Bosch Orgelbau. Den har fria och fasta kombinationer. Har även elektrisk registratur och mekanisk traktur. Fasaden från 1862 års orgel har bibehållits.

| Huvudverk I   | Svällverk II   | Pedal           | Koppel |
| Principal 8´  | Trägedackt 8´  | Subbas 16´      | I/P    |
| Rörflöjt 8´   | Kvintadena 8´  | Principalbas 8´ | II/P   |
| Oktava 4´     | Principal 4´   | Gedacktbas 8´   | II/I   |
| Täckflöjt 4´  | Spetsflöjt 4'  | Koralbas 4´     | I 4'/I |
| Kvinta 2 2⁄3' | Blockflöjt 2'  | Nachthorn 2´    |        |
| Oktava 2'     | Kvinta 1 1⁄3   | Mixtur 4 chor   |        |
| Mixtur 4 chor | Sifflöjt 1'    | Fagott 16'      |        |
| Scharf 3 chor | Terzian 2 chor |                 |        |
| Dulcian 16'   | Cimbel 3 chor  |                 |        |
| Trumpet 8'    | Regal 8'       |                 |        |
|               | Tremulant      |                 |        |

### Kororgel
- 1990 byggdes en kororgel av Ålems Orgelverkstad i Ålem.

## Bildgalleri

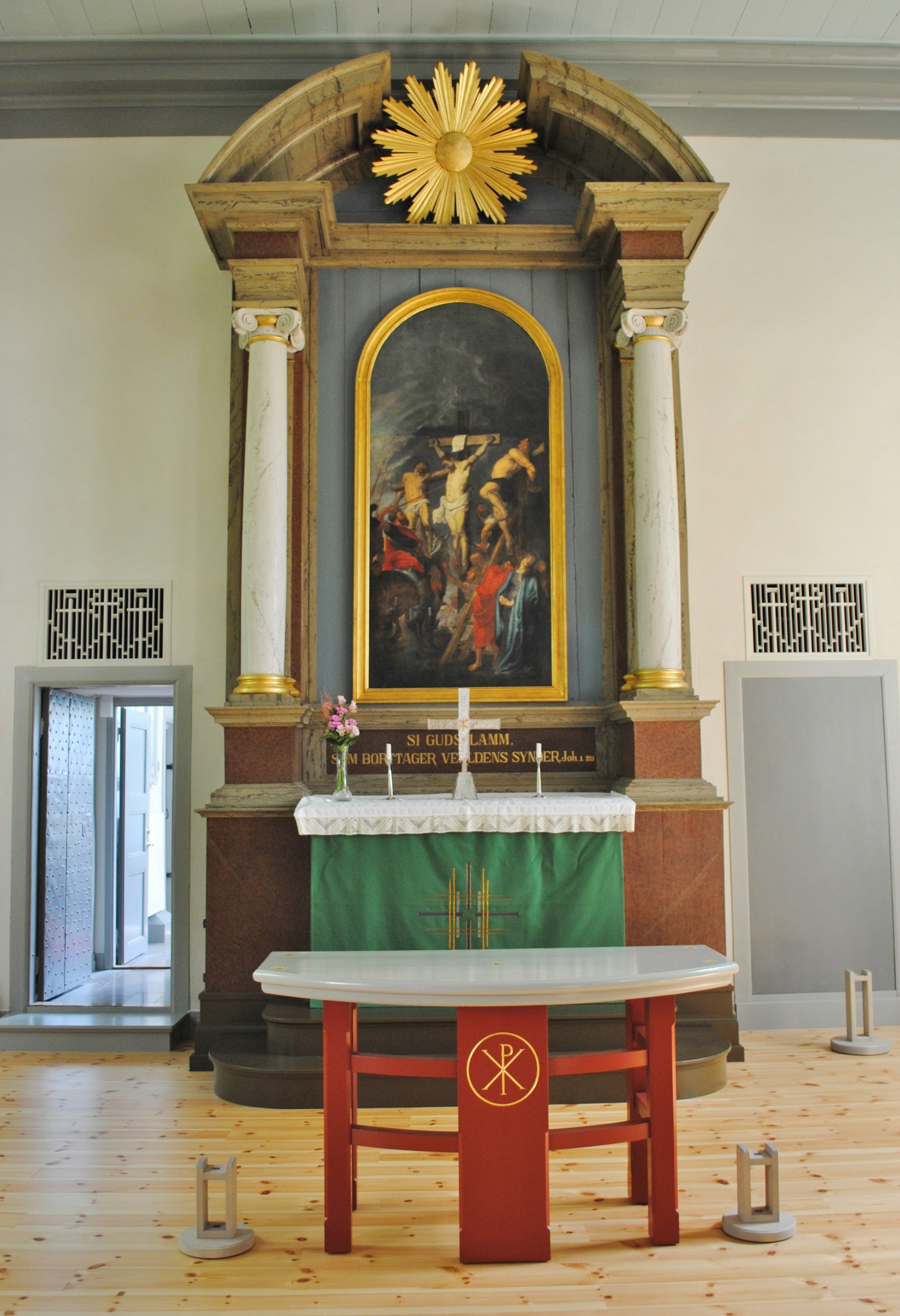
Koret efter renoveringen 2013.
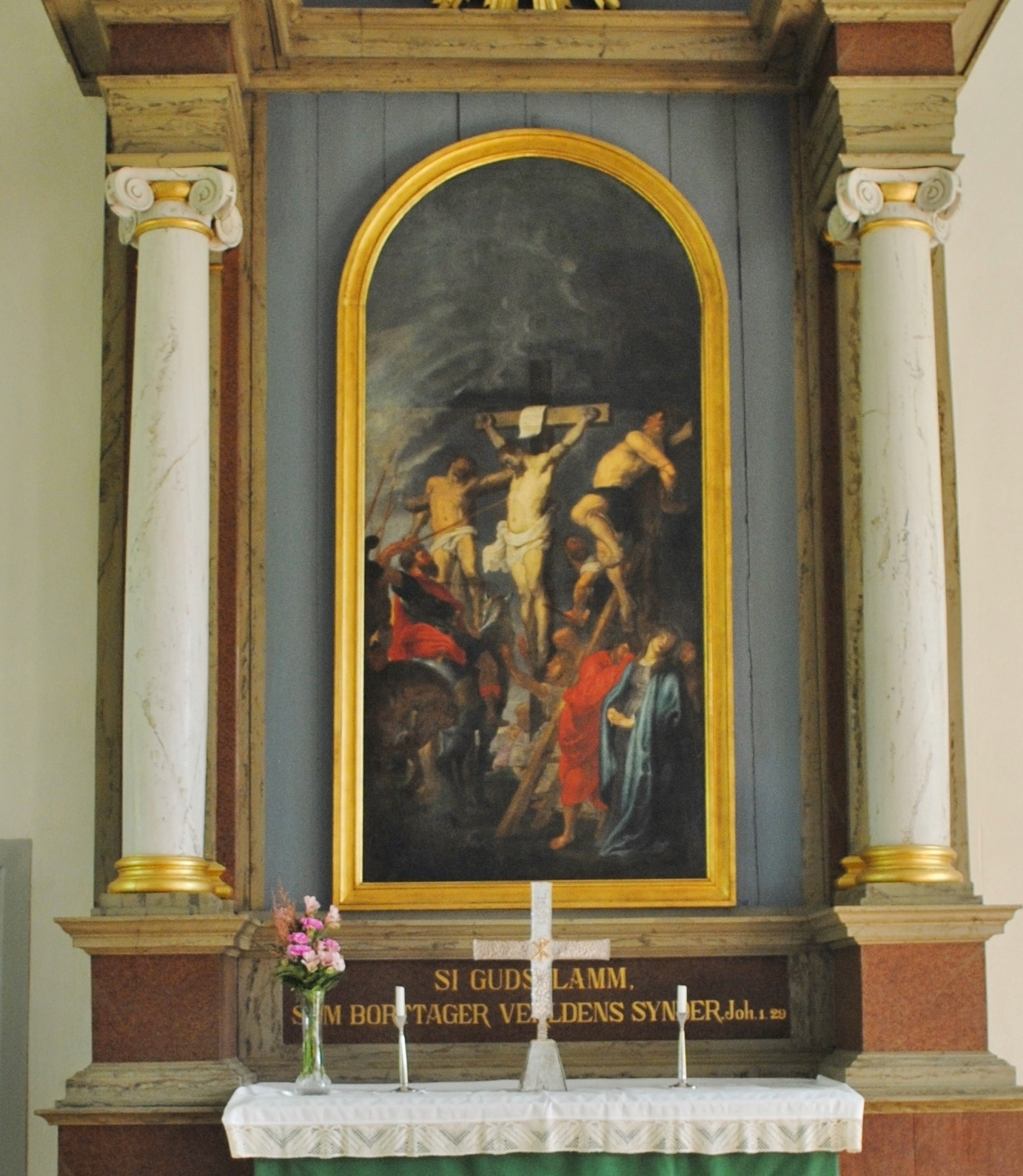
Altartavlan med motivet "Kristus på korset".
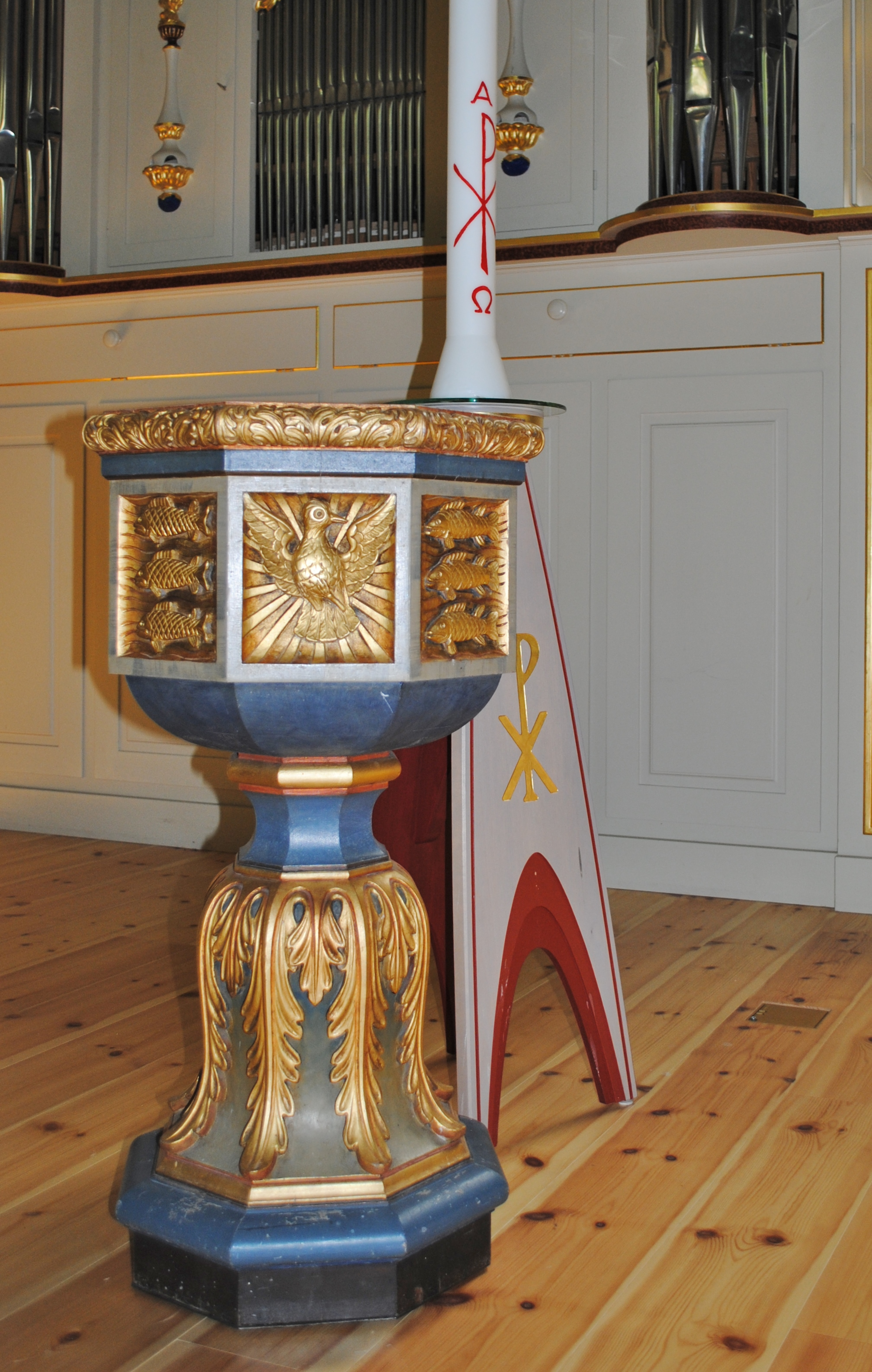
Dopfunten
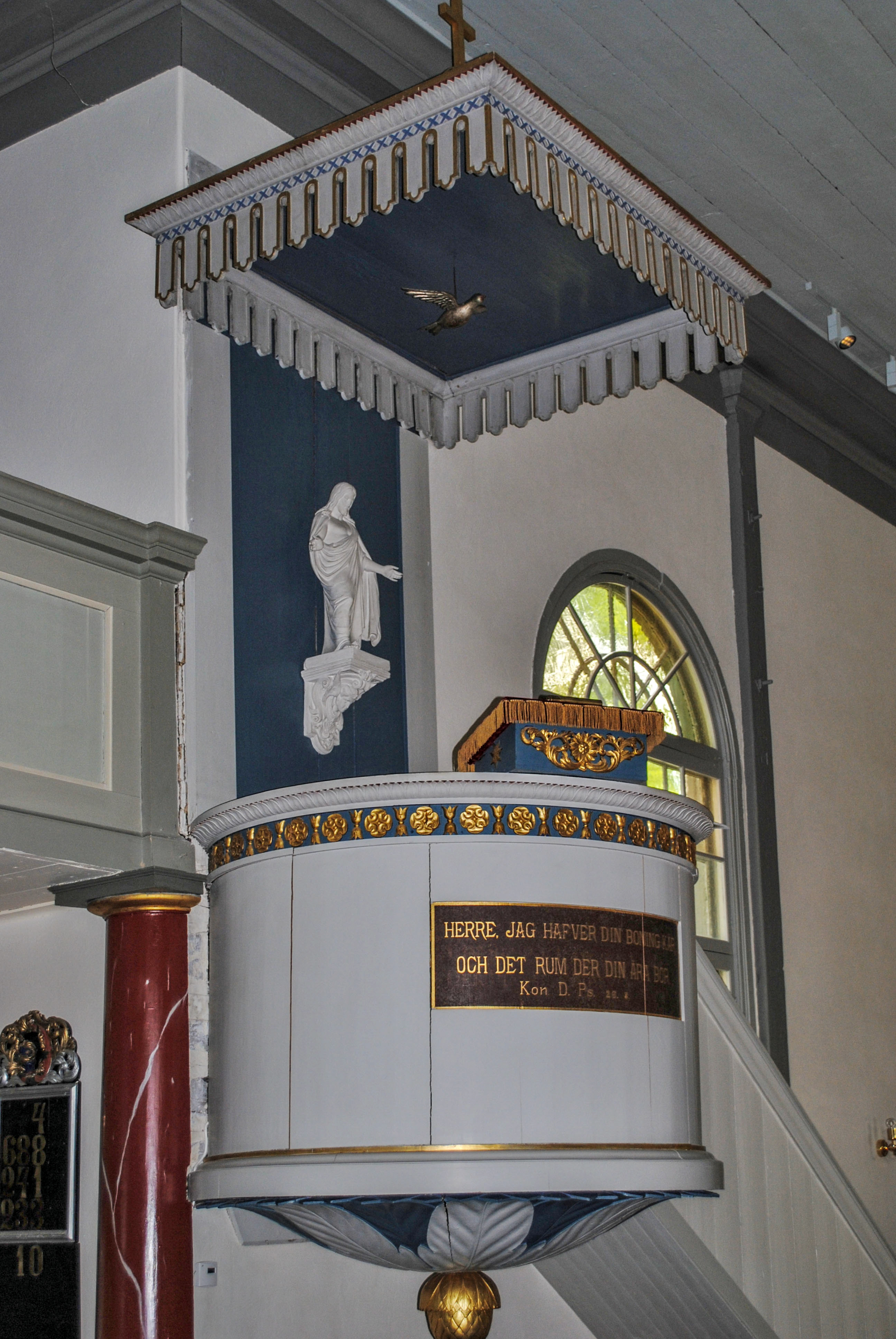
Predikstolen
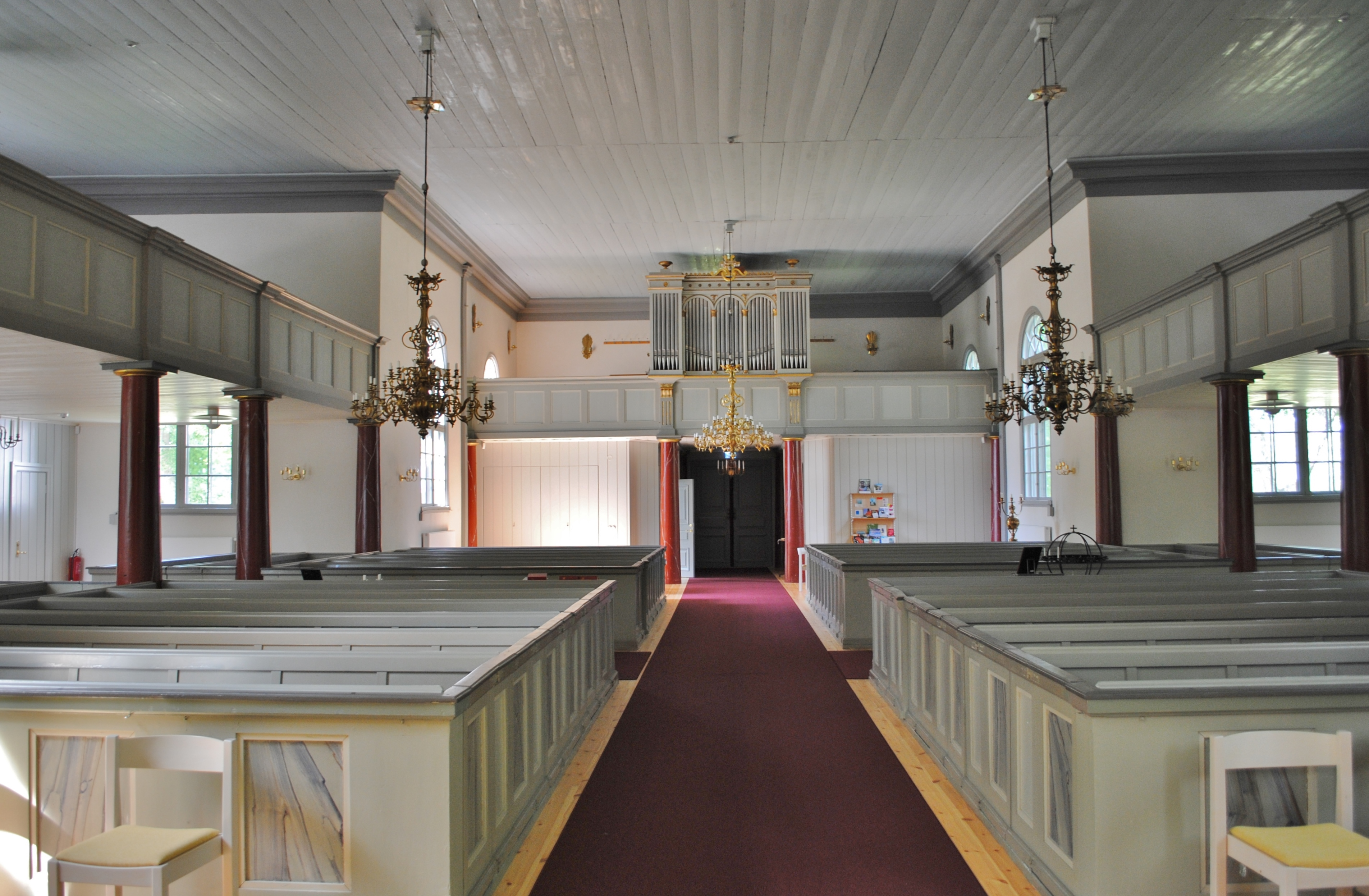
Kyrkorummet med sidoläktare.
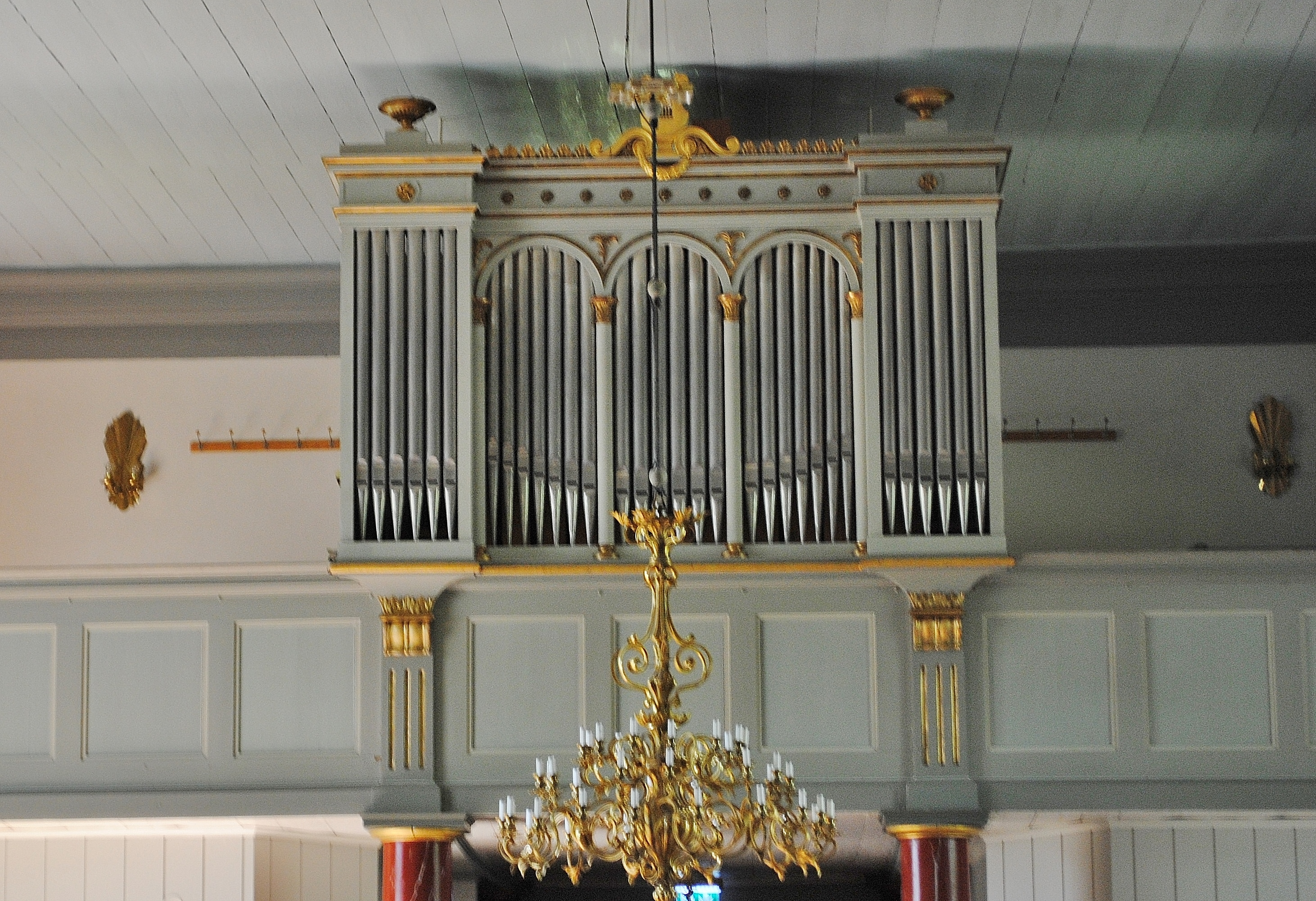
Läktarorgeln
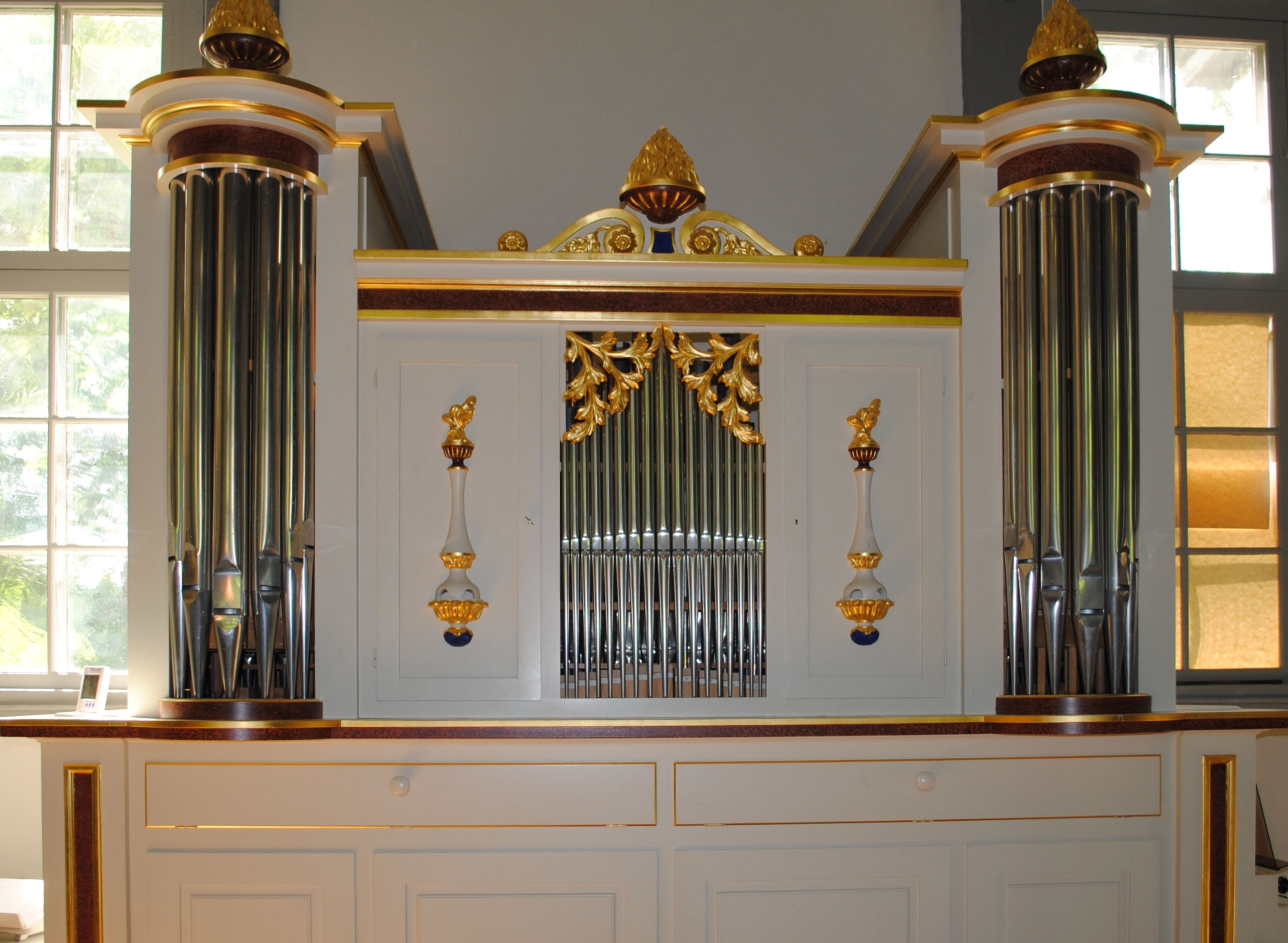
Kororgeln